# Antoni od św. Dominika
Antoni od św. Dominika (ur. 1608 w Nagasaki; zm. 8 września 1628 na wzgórzu Nishizaka (Nagasaki)) – błogosławiony Kościoła katolickiego, japoński dominikanin, męczennik.

## Życiorys
Jego rodzice byli chrześcijanami, oni też zapoznali go z wiarą katolicką. Już w młodym wieku zaczął pomagać dominikańskim misjonarzom. Razem z Tomaszem od św. Jacka został pomocnikiem misjonarza Dominika Castelleta, który w późniejszym czasie przyjął go do zakonu dominikanów.
W Japonii w tym czasie trwały prześladowania chrześcijan. Antoni razem z Tomaszem od św. Jacka zostali aresztowani w 1627 r. Do tego samego więzienia w czerwcu 1628 r. trafił Dominik Castellet. Przeniesiono ich do więzienia w Nagasaki 7 września 1628 r., a następnego dnia zostali spaleni żywcem na wzgórzu Nishizaka razem z wieloma innymi chrześcijanami.
Został beatyfikowany przez Piusa IX 7 lipca 1867 r. w grupie 205 męczenników japońskich.
Dniem jego wspomnienia jest 10 września (w grupie 205 męczenników japońskich).